# Mitologia ciuvascia
Con il termine Mitologia ciuvascia ci si riferisce all'insieme di miti, leggende e credenze su cui era fondata la cultura religiosa degli antichi Ciuvasci, che perdurò quasi sino al XIX-XX secolo, specialmente negli ambienti rurali.
La religione tradizionale è stata chiamata dai Ciuvasci "vecchia usanza" (ваттисен йăли, vattisen yöli), ed i suoi sostenitori - I "Veri Ciuvasci" (чăн чăваш).

## Fonti per lo studio della Mitologia Ciuvascia
Le principali fonti di informazione su questa mitologia sono costituite dai lavori di Sboev, Magnickij e altri. Un'importante fonte sulle credenze tradizionali dei ciuvasci è il libro dello studioso ungherese Mészáros il cui primo volume fu pubblicato nel 1908 (il secondo risale al 1912). Lo studioso ungherese descrisse la sopravvivenza del culto antico-ciuvascio pagano ancora nel XX secolo anche in zone ora completamente cristianizzate. Gli anziani del luogo - osserva lo studioso - compivano ancora sacrifici a divinità pagane almeno fino alla metà del XIX secolo. Nel XX secolo, buona parte dei miti ciuvasci fu rielaborata nella composizione del poema epico Ulyp (in lingua ciuvascia: Улып)

## Cosmogonia
Secondo i Ciuvasci , il mondo sarebbe stato creato dal dio Tură (in lingua ciuvascia: Турӑ) secondo modalità ormai ignote. All'inizio sulla Terra esisteva un'unica lingua e un'unica fede, che si sono diramate in ben 77 lingue, popoli e religioni differenti.

## Struttura del mondo
Il paganesimo ciuvascio è caratterizzato da una struttura a più piani. Il mondo si compone di tre parti: il mondo superiore, il nostro mondo e il mondo inferiore, che si articolano in sette strati complessivi: tre strati compongono il mondo superiore, uno il mondo di mezzo e altri tre compongono quello inferiore.
La concezione ciuvascia del mondo presenta analogie con le mitologie del gruppo uralo-altaico.
In uno degli strati del mondo superiore abita il messaggero  (in ciuvascio: pirešti) di nome Kebe, il quale trasmette le preghiere degli uomini al dio Tură, che dimora nello strato più alto del mondo superiore. Negli strati al di sopra della Terra sono collocati i corpi celesti: la Luna e il Sole. Il livello immediatamente superiore alla Terra si estende fino alle nuvole, che si sono allontanate quando gli uomini sono diventati malvagi.
Essendo la Terra quadrata ci si riferisce ad essa nelle fonti come al luminoso mondo quadrato (in ciuvascio: Тӑват кӗтеслӗ ҫут ҫанталӑк). I ciuvasci credevano di abitare al centro della Terra. L'albero sacro, ovvero l'Albero della vita venerato dai ciuvasci sosteneva la volta celeste dal centro, mentre ai quattro lati del quadrato erano posti a sostegno del cielo quattro colonne: una d'oro, una d'argento, una di rame e una di pietra. Sulle sommità delle colonne erano collocati dei nidi contenenti ciascuno tre uova covate da un'anatra. Le sponde del mondo erano bagnate dall'oceano, le cui onde tumultuose distruggevano gradualmente le rive del mondo e quando queste si sarebbero consumate fino al centro, ciò avrebbe segnato la fine del mondo. Su ogni angolo del mondo vegliavano dei guerrieri leggendari, che difendevano gli uomini dai mali e dalle disgrazie.
Il dio superiore si trova nel più alto degli strati. Egli governa tutto il mondo. Scaglia tuoni e fulmini e versa la pioggia sulla Terra. Nel mondo superiore si trovavano le anime dei santi e le anime dei bambini non nati. Quando un uomo moriva, la sua anima si elevava al mondo superiore servendosi dell'arcobaleno come ponte. Se invece l'uomo era stato malvagio, allora la sua anima precipitava nel mondo inferiore. Negli inferi erano collocati nove calderoni, nei quali venivano bollite le anime dei malvagi. I servi dei diavolo alimentavano costantemente le fiamme sotto i calderoni.

## Dei e spiriti
Secondo lo studioso russo Magnickij la mitologia ciuvascia contemplava l'esistenza di più di 200 divinità e spiriti disposti in ranghi ai quali erano assegnati differenti funzioni. Questi esseri soprannaturali abitavano gli inferi, la terra e il mondo superiore. Annota lo studioso ungherese Mészàros:
(Gyula Mészáros, Csuvas népköltési gyűjtemény)

## Principali divinità e spiriti
In merito al numero delle divinità ciuvasce non c'è accordo tra gli studiosi. Molti (tra cui lo stesso Mészáros) ritengono che esista un solo Dio supremo: Ҫӳлти Турă (Tură) e gli altri spiriti e dei nominati nei testi abbiano la funzione di servitori di Tură. Per altri studiosi, invece, i Ciuvasci professavano una fede di tipo politeista.

### Tura
Dio supremo dei ciuvasci (secondo alcuni studiosi l'unico). Come altre divinità ciuvasce Tura possiede un padre e una madre, i quali però non giocano alcun ruolo nell'amministrazione del mondo che è prerogativa di Tura. Si ritiene che le figure dei genitori siano apparse nella mitologia ciuvascia solo in seguito all'influenza del cristianesimo. Tura è spesso descritto come un vecchio canuto in sella ad un cavallo bianco alato, intento a scagliare fulmini dal cielo. Il nome Tura presenta analogie con i nomi di divinità di altri popoli in particolare con quella del ceppo altaico (a cui il ciuvascio appartiene) chiamata Tengri.
A Tura è collegata anche la discussione sul monoteismo dei ciuvasci. Per alcuni studiosi essi professavano una fede politeista mentre per altri tra cui Mészáros nessuna divinità riveste tanta importanza quanto Tura il quale è chiamato "Dio unico".
Tura dimora nel cielo più alto ed è circondato da una serie di Pirešti o servitori. Suo compito è amministrare e proteggere il mondo e il genere umano. È fonte del bene, salva gli affamati, difende i deboli, aiuta i laboriosi e vede ogni cosa. Se il mondo dovesse finire, sarebbe suo compito ricostruire un'umanità nuova e terra nuova. Il male è combattuto a suon di fulmini da Tura, il quale conosce le intenzioni degli uomini e distribuisce loro i destini. Ogni uomo reca infatti delle cicatrici invisibili sulla fronte, sotto la pelle in cui è segnato il destino che solo Tura può leggere. Inoltre Tura segna ogni uomo con il segno divino cioè un neo. Se il neo di Tura è sopra l'altezza della vita l'uomo condurrà un'esistenza felice altrimenti è condannato a un'esistenza infelice.
In inverno, prima dei lavori agricoli, i ciuvasci compivano dei sacrifici a Tura per propiziarsi un ricco raccolto. Si chiedeva, inoltre, la benedizione di Tura prima di far uscire gli animali al pascolo e durante la maturazione del grano. In autunno i sacrifici a Tura avevano valenza di ringraziamento per il raccolto ottenuto e della salute degli armenti. In queste preghiere l'unico ad essere nominato è solo Tura, il che sarebbe una prova del monoteismo ciuvascio. Non erano, tuttavia assenti, sacrifici a divinità minori o spiriti. Tutti i sacrifici a Tura erano costituiti da animali con il colore bianco in quanto questo era considerato il suo colore preferito. Durante i sacrifici anche l'abito dei ciuvasci doveva essere quello bianco da festa. Una credenza asseriva che in origine tutti gli abiti erano stati bianchi ma da quando gli uomini sono diventati malvagi sono subentrati gli altri colori il che provocò l'ira di Tura che inviò sulla terrà le malattie e le disgrazie.
Tura è perennemente in lotta con il più potente degli spiriti malvagi: Šujtan (ciuvascio: Шуйтан) padre di Esrel, Vupkan e Bub'r. Šujtan si fa in continuamente beffa di Tura rivolgendo il sedere verso il mondo superiore e Tura cerca di ucciderlo lanciando fulmini.
Volendo stilare un elenco delle divinità minori ciuvasce che accompagnano Tura secondo la teoria politeista esse sarebbero:

### Spiriti
- Albasta (Албаста): essere malvagio dalla forma di una donna dotata di quattro seni.
- Arzjuri (Арçури) : spirito diabolico, signore dei boschi.
- Bub'r (Вупăр): spirito maligno responsabile delle malattie
- Vite Husi (Вуте хуси): signore della stalla.
- Vudaš (Bутăш): Spirito malvagio che vive nell'acqua.
- Ije' (Ийе): Spirito che vive nelle terme, nei mulini, nelle case abbandonate e nei fienili.
- Irih (Йĕрĕх)
- Kele (Келе): spirito malvagio.
- Vupkan (Вупкăн): spirito malvagio dispensatore di malattie. Normalmente invisibile, quando appare assume le sembianze di un cane.
- Herle šyr (Хĕрлĕ ҫыр): spirito buono che abita in cielo.
- Esrel (Эсрель): spirito della morte.

### Creature mitiche
- As'taha (Аçтаха)
- Ašapatman (Ашапатман карчăкĕ)
- Vere šelen (Bĕре çĕлен)
- Pirešti (Пирĕшти)
- Kujgaraš (Куйкӑрӑш)

### Eroi
- Атăл Паттăр
- Улăп

### Yramas
Yramas (in ciuvascio: Ӑрӑмӑҫ) è un uomo dai poteri leggendari. Nella tradizione popolare viene chiamato: creatore, mago, onnipotente, profeta, veggente, stregone ecc. A volte svolge la funzione di jumăš (юмăç) o mačavar (мăчавăр). Questo personaggio agisce avendo come scopo sia il Bene che il Male creando un microcosmo, recitando incantesimi, formule magiche, inni. Questi testi contengono spesso un'invocazione ad Aša (in ciuvascio:  Аша), che doveva essere ripetuta per 3, 5, 7, 9 volte, il che era legato non solo alla valenza magica dei numeri dispari, ma anche alla determinazione nel raggiungere l'obiettivo prefissato.
Secondo la tesi condivisa dalla maggior parte degli studiosi, la voce ciuvascia ăрăмăç deriva dal turco antico ырк (yrk, in it: divinazione). Altre corrispondenze con il gruppo altaico sono il tataro ырымчы (yrymčy) e l'uzbeko иримчи. (irimči). In ciuvascio moderno con questa parola si designano i guaritori e i chiaroveggenti.

## Luoghi mitici
Setle-Kjul (in ciuvascio Cĕтлĕ кӳл): secondo una serie di miti ciuvasci è un lago di latte le cui rive sono abitate dai discendenti dell'ultimo Khan di Kazan'.

## Legami con altre religioni
Come osserva Mészáros nella citazione riportata più su, lo sviluppo della mitologia ciuvascia presenta notevoli differenze dal culto antico altaico a cui era originariamente legata. Si potrebbe dire che la religione ciuvascia abbia adottato in una certa misura un carattere monoteista e perciò una serie di studi pone l'attenzione sull'erroneità dell'applicazione del concetto di paganesimo riferito a questa religione. Il carattere monoteista della religione ciuvascia viene spesso spiegato con la forte influenza dell'Islam. Sono, infatti, di derivazione islamica (araba e persiana) i rituali e le tradizioni legate alla preghiera e alla sepoltura.
Successivamente la religione ciuvascia ha subito un'influenza altrettanto forte da parte del Cristianesimo. Attualmente, specialmente nelle zone rurali, è molto diffuso il sincretismo religioso in virtù del quale paganesimo e religioni cristiane convivono.
Indubbia è comunque la derivazione di Šujtan da Šajtan (in arabo ﺷﻴﻄﺎﻥ‎?) o di Esrel da Ezra'il (in arabo عزرائیل‎?) rispettivamente il Demonio e l'Angelo della morte della tradizione islamica.